# Moriz von Dietrichstein

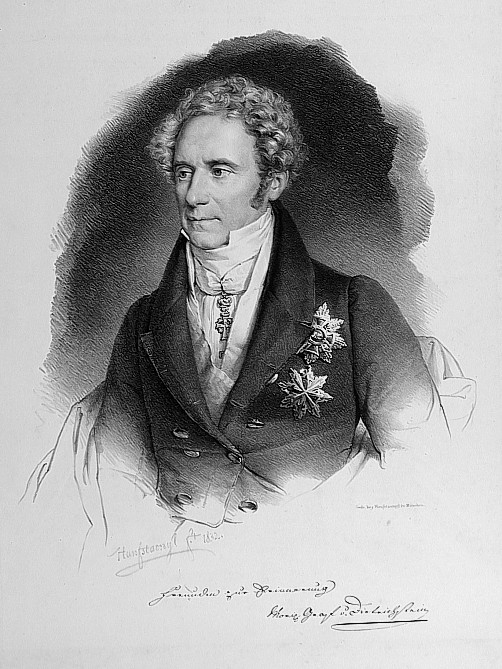
Moriz von Dietrichstein, Lithographie von Franz Hanfstaengl, 1832

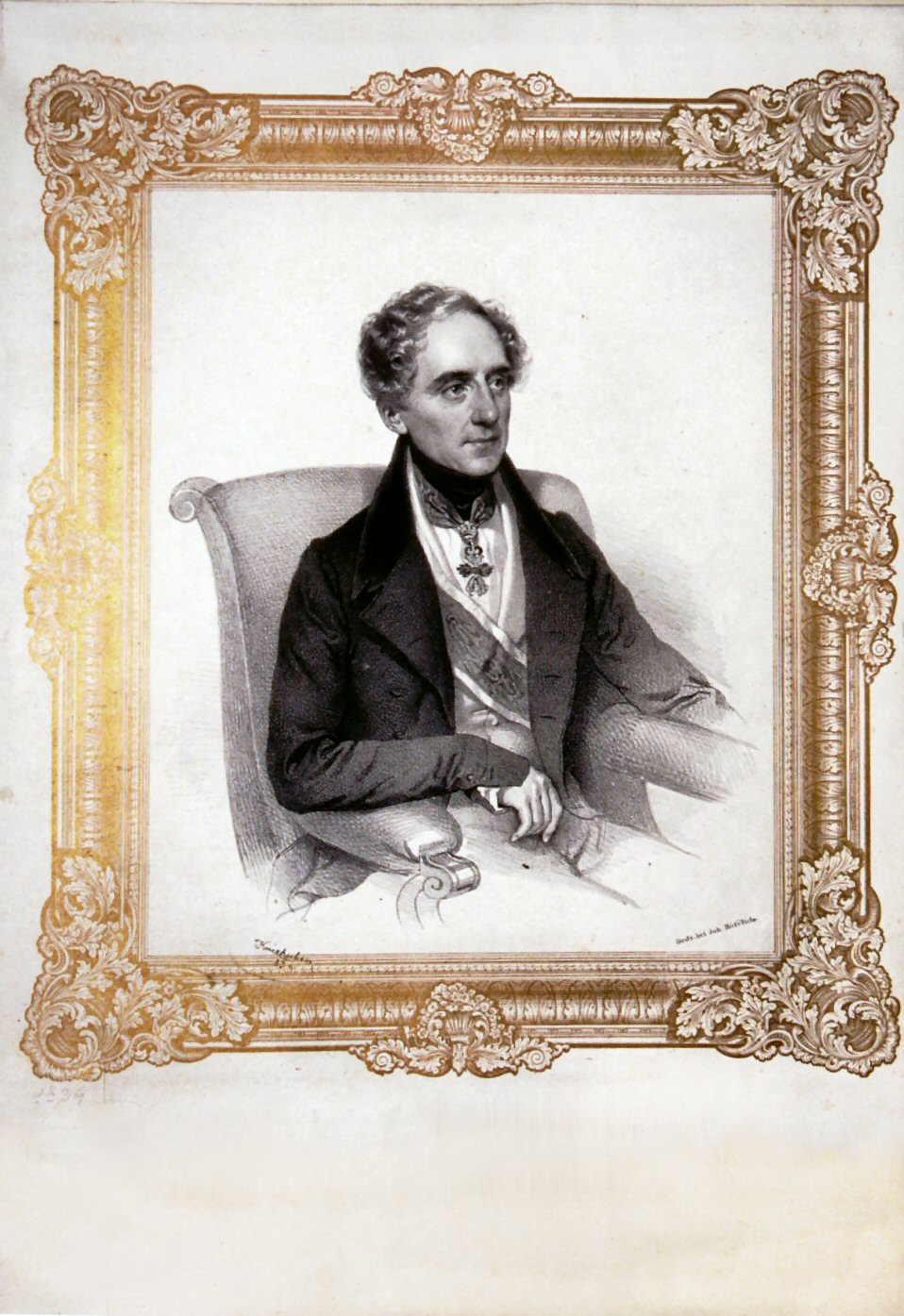
Moriz von Dietrichstein, Lithographie von Josef Kriehuber, 1839

Fürst Moriz Joseph Johann von Dietrichstein-Proskau-Leslie (* 19. Februar 1775 in Wien; † 27. August 1864 ebenda) war ein österreichischer Offizier und Hofbeamter.

## Leben
Graf (ab 1858 Fürst) Moriz Joseph Johann  von Dietrichstein war der Sohn von Karl Johann von Dietrichstein-Proskau-Leslie, 7. Reichsfürst von Dietrichstein (1728–1808) und Bruder des Franz Joseph von Dietrichstein. Er trat 1791 in den österreichischen Militärdienst, wurde Adjutant des Generals Mack 1798 in Neapel, wo er mit seinem Chef in französische Gefangenschaft geriet, und 1805 in Ulm. 1815 wurde er Erzieher des Herzogs von Reichstadt (bis 1831). 
Bereits 1796 zum k. k. Kämmerer ernannt, war er von 1819 bis 1826 Hofmusikgraf sowie von 1821 bis 1826 auch Hoftheater-Direktor. 1826 übernahm die Leitung der kaiserlichen Hofbibliothek. Dieser schenkte er 1829 Haydns Autograph der Hymne Gott erhalte Franz den Kaiser und erwarb für sie 1838 die Partitur von Mozarts Requiem. 
1845 wurde er Oberstkämmerer und trat 1848 in den Ruhestand. Wie sein Bruder, Fürst Franz Joseph, war er dem Metternichschen System abhold. Beethoven wurde von ihm sehr gefördert. Als Direktor des Münz- u. Antikenkabinetts (1833–48) erwarb er sich weitere große Verdienste. Er komponierte Lieder, Tänze, Menuette. 1834 wurde er zum Ehrenmitglied der Bayerischen Akademie der Wissenschaften ernannt. Nach dem Tod seines Neffen, Joseph Franz von Dietrichstein-Proskau-Leslie, 9. Reichsfürst von Dietrichstein (1798–1858), folgte ihm Moritz Joseph Johann 1858 als 10. Reichsfürst von Dietrichstein und Inhaber der Herrschaft Nikolsburg in Mähren nach.
Moriz von Dietrichstein wurde am Hietzinger Friedhof, Gr. 06, Nr. 15, begraben. Mit seinem Tod starb das Geschlecht der Dietrichstein im Mannesstamm aus. Vier Jahre später wurde der österreichische Staatsmann und Außenminister Alexander Graf von Mensdorff-Pouilly (1813–1871), der seit 1857 mit einer Tochter des 9. Reichsfürsten von Dietrichstein verheiratet war, durch Kaiser Franz Joseph unter dem Namen Fürst von Dietrichstein zu Nikolsburg in den österreichischen Fürstenstand erhoben und übernahm das Erbe des Hauses Dietrichstein.

## Familie

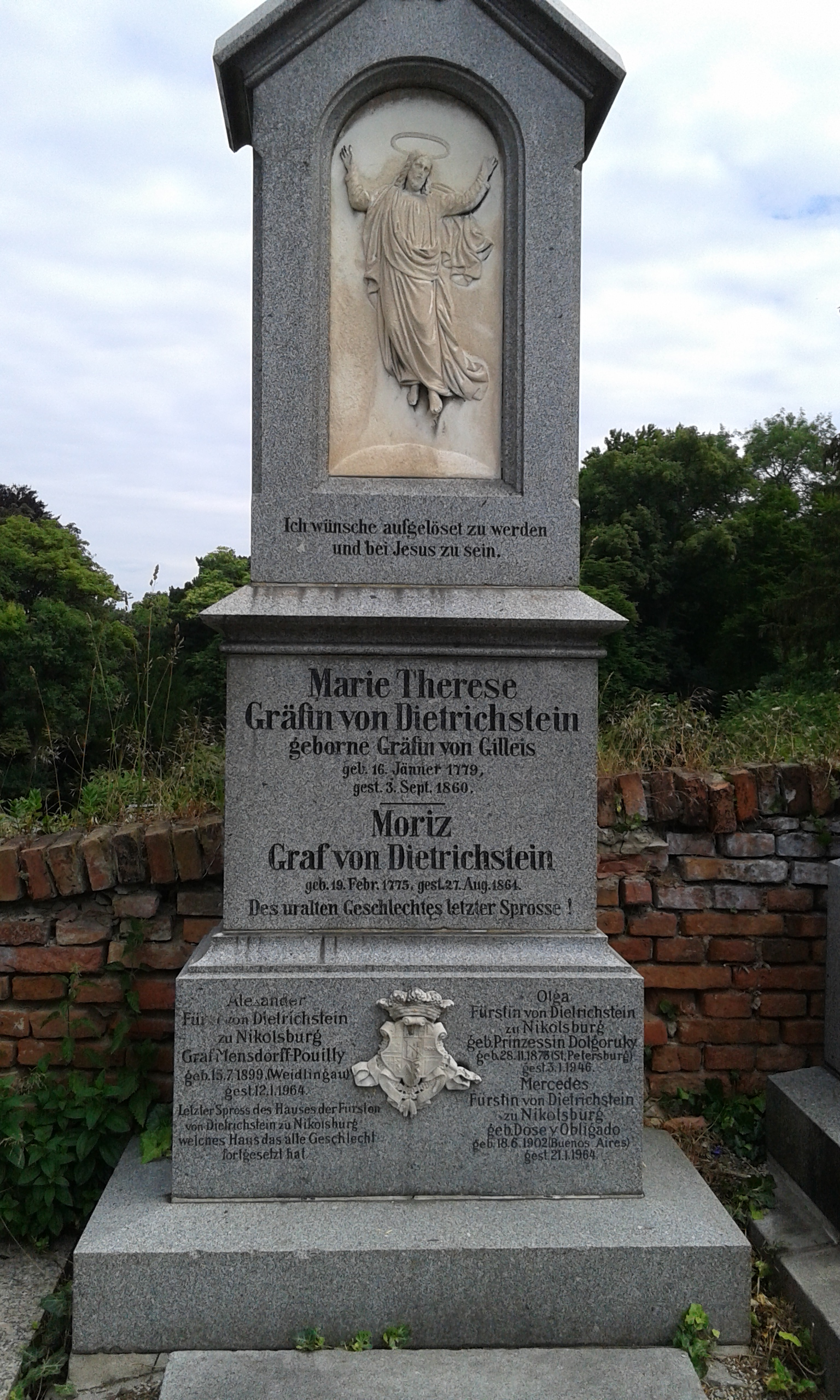
Grabmal des Ehepaars Dietrichstein

Graf Moriz von Dietrichstein heiratete am 22. September 1800 in Wien Gräfin Therese von Gilleis (1779–1860). Das Ehepaar hatte drei Töchter und einen Sohn, Joseph Moritz von Dietrichstein (* 4. Juli 1801; † 15. Oktober 1852). Dieser diente 1821 bis 1848 als österreichischer Diplomat in Neapel, Paris, London, Kassel, Brüssel, Karlsruhe und Darmstadt sowie 1844 bis 1848 in London.
Durch den kinderlosen Tod von Joseph Moritz im Jahr 1852, war der Fürst der letzte und mit seinem Tod 1864 starb das Fürstenhaus Dietrichstein aus.